# August Friedrich Marschall von Bieberstein
August Friedrich Marschall von Bieberstein (* um 1697 in Sachsen; † 1767) war preußischer Oberst und Chef des Garnisons-Regiments Nr. 3.
Er war der Sohn von George Damian Marschall von Bieberstein auf Adelwitz und Bleddin, ging um 1717 in preußische Dienste, erhielt als Major im Infanterieregiment „Herzog Ferdinand von Braunschweig“ am 8. November 1757 den Orden Pour le Mérite und 1761 das Garnisons-Regiments Nr. 3, starb jedoch bereits 1767.